# Розрив поколінь

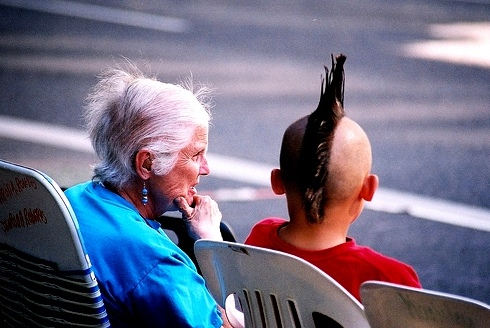
Діти та батьки як представники зовсім чужої культури, інтересів, поглядів та світоглядів.

Розрив поколінь («проблема батьків і дітей») — соціологічний феномен, при якому культурні цінності молодшого покоління («дітей») сильно відрізняються з культурними та іншими цінностями старшого («батьків»). Діти та батьки можуть сприймати один одного як представників зовсім чужої культури, інтересів, поглядів та світоглядів.
Проблематику розриву поколінь розробляла у 1960-ті роки Маргарет Мід.

## Історія

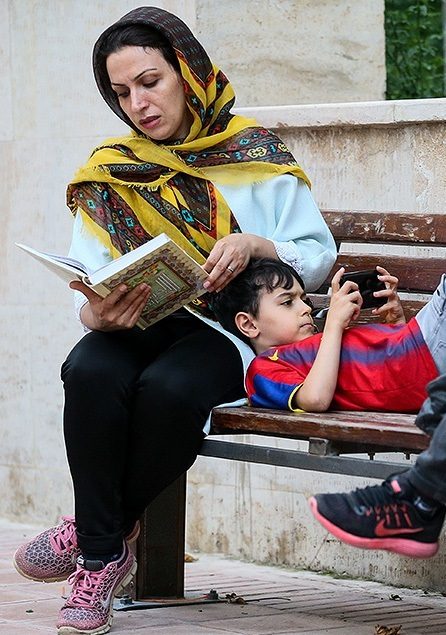

Джон Протцко і Джонатан Шулер повідомляють, що з 624 року до н. е. люди скаржаться на занепад нинішнього покоління молоді в порівнянні з попередніми поколіннями. Вони називають це «ефектом сучасних дітей».
Ранні соціологи, такі як Карл Маннгайм, відзначали відмінності між поколіннями в тому, як молодь переходить у доросле життя, та вивчали способи, якими покоління відокремлюються одне від одного, вдома та в соціальних ситуаціях і сферах (таких як церкви, клуби, центри для літніх людей та молодіжні центри).
Соціологічна теорія розриву між поколіннями вперше з'явилася в 1960-х роках, коли молоде покоління (пізніше відоме, як бебі-бумери) здавалося, що йде всупереч усьому, у що раніше вірили їхні батьки, в плані музики, цінностей, урядових і політичних поглядів, а також культурних уподобань. Зараз соціологи називають «розрив між поколіннями» «інституційною віковою сегрегацією». Зазвичай, коли будь-яка з цих вікових груп займається своєю основною діяльністю, її члени фізично ізольовані від людей інших поколінь, і взаємодія між віковими групами майже відсутня, за винятком рівня нуклеарної сім'ї.